# ماگنوس اسچوینگ
ماگنوس اسچوینگ (به انگلیسی: Magnús Scheving) ژیمناست و بازیگر زادهٔ ۱۰ نوامبر ۱۹۶۴ میلادی اهل کشور ایسلند است.
از فیلم‌های معروف او می‌توان به بازی در فیلم همسایه جاسوس اشاره کرد.